# Irene (ca sĩ)
Đây là một tên người Triều Tiên, họ là Bae.
Bae Joo-hyun  (Hangul: 배주현, Hanja: 裵柱現, Hán-Việt: Bùi Trụ Hiện, sinh ngày 29 tháng 3 năm 1991), thường được biết đến với nghệ danh Irene, là một nữ ca sĩ, diễn viên, rapper và vũ công người Hàn Quốc. Cô được biết đến khi là đội trưởng của nhóm nhạc nữ Hàn Quốc Red Velvet do công ty giải trí SM Entertainment thành lập và quản lý.

## Tiểu sử
Irene, tên khai sinh là Bae Joo-hyun, sinh ngày 29 tháng 3 năm 1991 tại Daegu, Hàn Quốc. Gia đình cô gồm bố mẹ và em gái. Cô từng học tại trường trung học Haknam ở Daegu.

## Sự nghiệp

### 2009–2014: Trước khi ra mắt
Cô gia nhập SM Entertainment vào năm 2009 và được đào tạo trong 5 năm.
Trong thời gian là thực tập sinh, vào tháng 8 năm 2013, cô xuất hiện trong video âm nhạc của bài hát "1-4-3" của Henry Lau.
Vào ngày 9 tháng 12 năm 2013, Irene là một trong những thực tập sinh thứ hai được giới thiệu với tư cách là thành viên của SM Rookies, một nhóm thực tập sinh trước khi ra mắt trực thuộc SM Entertainment, cùng với cựu thực tập sinh Lami và thành viên hiện tại của NCT là Jaehyun.
Trong sự kiện SM Rookies, vào tháng 1 năm 2014, cô cùng với Seulgi cũng như các thành viên hiện tại của NCT là Johnny và Taeyong đã xuất hiện trên tạp chí The Celebrity. Vào tháng 2 năm 2014, Irene, Seulgi và Taeyong xuất hiện trên tạp chí OhBoy!.
Nhiều đoạn clip về Irene đã được phát hành trên kênh YouTube chính thức của SM Entertainment, "SMTOWN", một trong số đó có cảnh cô và Seulgi thể hiện vũ đạo cho "Be Natural", một bài hát do nhóm nhạc S.E.S. của SM Entertainment thể hiện, được phát hành vào ngày 17 tháng 7 năm 2014.

### 2014: Ra mắt với Red Velvet
Vào ngày 27 tháng 7 năm 2014, cô được công bố là thành viên và là trưởng nhóm của nhóm nhạc nữ Hàn Quốc Red Velvet. Họ đã chính thức ra mắt với đĩa đơn "Happiness". Kể từ đó, Red Velvet đã phát hành 11 mini album và 2 album phòng thu cũng như 2 album tái phát hành. Vào tháng 11 năm 2014, Irene xuất hiện trong video âm nhạc cho đĩa đơn ballad "규현 '광화문 에서 (At Gwanghwamun)" của Kyuhyun.

### 2015–nay: Hoạt động solo và nhóm nhỏ

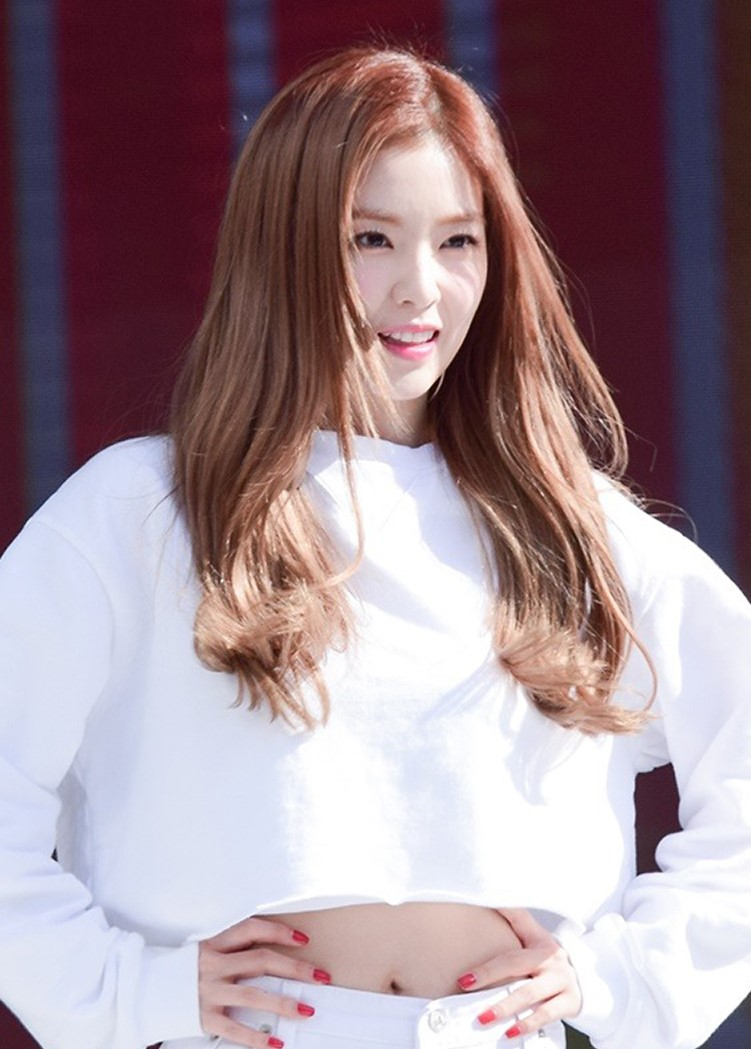
Irene vào tháng 9 năm 2015.

Từ tháng 5 năm 2015 đến tháng 6 năm 2016, Irene là người dẫn chương trình âm nhạc Music Bank cùng với nam diễn viên Park Bo-gum. Cả hai đều gây chú ý vì khả năng ca hát và dẫn dắt chương trình.
Vào tháng 7 năm 2016, Irene xuất hiện lần đầu trong bộ phim truyền hình Women at a Game Company nơi cô đóng vai nữ chính. Vào ngày 14 tháng 10, Irene trở thành người dẫn chương trình thời trang OnStyle's Laundry Day. Chương trình được công chiếu vào ngày 22 tháng 10 năm 2016. Trong cùng tháng, cô là một bình luận viên trong chương trình Trick & True của đài KBS cùng với người bạn cùng nhóm Wendy.
Irene cũng tham gia quảng cáo một số thương hiệu khác nhau. Bên cạnh với Red Velvet, cô còn trở thành người mẫu đại diện cho Ivy Club{ cùng với Exo vào năm 2015. Năm 2016, cô trở thành người đại diện của thương hiệu cà phê Maxwell House. Năm 2017, cô trở thành người đại diện chính thức chương trình Hyundai Auto Advantage.
Vào ngày 26 tháng 2 năm 2018, Irene được chọn trở thành người mẫu của nhãn hiệu kính áp tròng Cooper Vision. Vào ngày 3 tháng 5, cô trở thành người mẫu thương hiệu cho nhãn hiệu vitamin nổi tiếng LEMONA Vitamin C và được trao danh hiệu "vitamin cho con người". Vào ngày 9 tháng 8, cô được công bố là người mẫu độc quyền mới cho Eider cho mùa thu / đông năm 2018 và mùa xuân / hè năm 2019. Vào tháng 12, có thông báo rằng Irene sẽ trở thành người mẫu mới cho thương hiệu HiteJinro Chamisul Soju.
Vào tháng 2 năm 2019, Irene được công bố là "nàng thơ" mới của thương hiệu trang sức cao cấp Damiani của Ý, trở thành người Châu Á đầu tiên đại diện cho thương hiệu với tư cách là "nàng thơ". Vào tháng 7, SM Entertainment thông báo rằng Irene sẽ hợp tác với DJ và nhà sản xuất Hàn Quốc Raiden trong ca khúc "The Only", được phát hành vào ngày 2 tháng 8.
Vào ngày 20 tháng 4 năm 2020, SM xác nhận rằng Irene cùng với thành viên Seulgi sẽ thành lập nhóm phụ đầu tiên của Red Velvet, Red Velvet - Irene & Seulgi ra mắt vào ngày 6 tháng 7 với mini-album Monster.
Vào ngày 16 tháng 7 năm 2020, SM xác nhận rằng Irene sẽ tham gia diễn xuất trong bộ phim "Double Patty" được phát hành ngày 17/2/2021. Đây là vai chính đầu tiên của cô trong một bộ phim điện ảnh.
Vào ngày 17 tháng 9, Irene được công bố là đại sứ mới của Prada. Vogue Korea đã phát hành một bức ảnh có cô và Chanyeol từ Exo.
Ngày 16/8/2021, Irene trở lại với Red Velvet sau khoảng thời gian vắng bóng 1 năm 8 tháng với mini album "Queendom" và bài hát chủ đề cùng tên.

## Đời tư

### Tranh cãi
Vào ngày 21 tháng 10 năm 2020, Irene đã bị chỉ trích vì ngược đãi và sỉ nhục một biên tập viên thời trang trên phim trường trong một buổi chụp ảnh (theo một bài đăng trên Instagram hiện đã bị xóa của biên tập viên thời trang đó). Irene đã lên mạng xã hội để đăng một tuyên bố chính thức, thừa nhận hành vi sai trái của mình và xin lỗi về hành vi của mình. SM Entertainment sau đó cũng đưa ra lời xin lỗi vì những lời nói và hành vi gây tổn thương. Cuộc tranh cãi nảy lửa đã gây ra phản ứng rộng rãi vì nó khơi mào cho các cuộc trò chuyện lớn hơn về nguồn gốc sâu xa của vấn nạn "gapjil" (갑질) trong xã hội Hàn Quốc. Các chuyên gia và người phát ngôn của các phong trào chính trị khác nhau ở Hàn Quốc tin rằng phần lớn sự phẫn nộ của công chúng đối với Irene bắt nguồn từ những định kiến của quốc gia này về nạn "gapjil" (chỉ hành vi lạm dụng và bắt nạt của những người có quyền lực hoặc thâm niên), một vấn đề mà quốc gia này đang cố gắng xóa bỏ và giảm bớt. Nhận thức của công chúng Hàn Quốc đối với các thành viên của các nhóm nhạc thần tượng liên quan đến vụ việc cũng được đưa ra ánh sáng, trong đó phụ nữ nói riêng được áp đặt tiêu chuẩn cao hơn so với các nghệ sĩ nam khi gây tranh cãi.
Sau vô số suy đoán liên quan đến vụ việc, cũng như nhiều cáo buộc về việc ngược đãi của Irene, cũng có những nhân viên trước đây từng làm việc với Irene đã lên tiếng bảo vệ cô. Một số nhà tạo mẫu, vũ công và nghệ sĩ trang điểm từng làm việc với cô cũng đã đăng trên tài khoản Instagram của họ rằng họ chưa bao giờ trải qua những hành động thô lỗ như mọi người đang chia sẻ về Irene. Ellena Yim, cựu stylist kiêm giám đốc hình ảnh của SM, cũng khẳng định luôn có "hai mặt trong mọi câu chuyện" và thật đáng tiếc khi mọi người từ chối nhìn vào khía cạnh khác của câu chuyện vì họ chỉ tập trung vào những gì đã được tiết lộ và những gì họ muốn xem.
Biên tập viên thời trang có liên quan cũng đã lên tiếng về những tin đồn đang lan truyền trên mạng và yêu cầu dừng những suy đoán. Cô nhấn mạnh rằng không có dàn xếp tiền bạc và chỉ có một cuộc trao đổi "xin lỗi chân thành" diễn ra khi họ gặp lại nhau.

## Danh sách đĩa nhạc

### Là nghệ sĩ nổi bật
| Tựa đề                                   | Năm  | Album                         |
| ---------------------------------------- | ---- | ----------------------------- |
| "The Only" (Raiden hợp tác với Irene)    | 2019 | Đĩa đơn không nằm trong album |
| "A white night" (Nhạc phim Double Patty) | 2021 |                               |

## Danh sách phim

### Phim điện ảnh
| Năm  | Phim             | Vai         | Ghi chú                  |
| ---- | ---------------- | ----------- | ------------------------ |
| 2015 | SMTown the Stage | Chính mình  | Phim tài liệu về SM Town |
| 2021 | Double Patty     | Lee Hyun Ji | Vai chính                |

### Phim truyền hình
| Năm  | Phim                    | Kênh          | Vai        | Ghi chú       |
| ---- | ----------------------- | ------------- | ---------- | ------------- |
| 2016 | Descendants of the Sun  | KBS2          | Chính mình | Cameo, Tập 16 |
| 2016 | Women at a Game Company | Naver TV Cast | Ah-reum    | Vai chính     |

### Dẫn chương trình
| Năm       | Tựa đề                                               | Đài truyền hình  | Chú thích                          |
| --------- | ---------------------------------------------------- | ---------------- | ---------------------------------- |
| 2015–2016 | Music Bank                                           | KBS2 / KBS World | với Park Bo-gum                    |
| 2016–2017 | Laundry Day                                          | OnStyle          | Tập 1–12                           |
| 2017      | Music Bank World Tour: Singapore                     | KBS2KBS World    | với Park Bo-gum                    |
| 2017      | Music Bank World Tour: Jakarta                       | KBS2KBS World    | với Park Bo-gum                    |
| 2017      | Korea-Vietnam Friendship 25th Anniversary Super Show | KBS              | với San E, Jackson (GOT7)          |
| 2018      | Super concert in Taipei                              | SBS              | với Mingyu (seventeen)             |
| 2019      | KBS Gayo Daechukje                                   | KBS World        | với Shin DongYeob, JinYoung (GOT7) |

## Giải thưởng và đề cử
| Năm  | Giải thưởng              | Hạng mục                | Công việc được đề cử | Kết quả |
| ---- | ------------------------ | ----------------------- | -------------------- | ------- |
| 2015 | KBS Entertainment Awards | Best Newcomer (Variety) | Music Bank           | Đề cử   |